# Bombus supremus
Bombus supremus (saknar svenskt namn) är en insekt i överfamiljen bin (Apoidea) och släktet humlor (Bombus) som lever i Centralasien.

## Utseende
Bombus supremus är en stor, långtungad humla; drottningen är mellan 20 och 21 mm, arbetarna 13 till 19 mm och hanarna omkring 21 mm. Huvudet är övervägande svart, mellankroppen gråvit med ett svart tvärband mellan vingfästena. Främsta tergiten är vit; hos honorna kan den även vara gul. Hos hanarna är resten av bakkroppen orangeröd, med undantag av femte tergiten och främre delen av den sjätte, som är vita. (På den sjätte är hårrötterna dock orange.) Honorna har andra, tredje och främre delen av den fjärde tergiten orangeröda; bakre delen av den fjärde tergiten, tillsammans med resten av bakkroppen (segment 5 till 6) är vita. Hos drottningarna kan det dock förekomma att den andra tergiten är helt svart, den tredje svart på sidorna och att den näst sista (= femte) tergiten är orangeröd i mitten och vit på sidorna. Vingarna är bruna.

## Vanor
Humlan besöker blommor från ett flertal familjer: amaryllisväxter, korgblommiga växter som tistlar, nejlikväxter, kransblommiga växter som sugor, ranunkelväxter som stormhattar och riddarsporrar, snyltrotsväxter som spiror samt vänderotsväxter som nardusörter. Den förekommer, dock inte särskilt allmänt, i bergen på höjder mellan 3 500 och 4 500 m. Flygperioden varar mellan ju1i och september.
Humlan är nära släkt med arten Bombus gerstaeckeri som finns i Europa, inklusive Norden (Finland).

## Utbredning
Bombus supremus finns från östra Tibet till angränsande kinesiska provinser som Qinghai, Gansu och Sichuan.